# Andrej Štremfelj
Andrej Štremfelj (Kranj, 17. prosinca 1956.), slovenski je alpinist i gorski spašavatelj.
Zajedno s Nejcom Zaplotnikom bio je prvi Slovenac koji se popeo na najviši vrh svijeta Mount Everest. Slijedio je niz drugih vrhunskih uspona u Himalaji i Alpama koji su ga svrstali u sam vrh slovenskog i svjetskog alpinizma. Godine 1992. je za novi smjer na južni vrh Kangčendzenge zajedno s Markom Prezljem dobio Zlatni cepin, najviše međunarodno alpinističko priznanje.

## Životopis
Andrej Štremfelj je rođen u Kranju. Diplomirao je na Fakultetu za tjelesnu kulturu u Ljubljani, 1983. Alpinizmom se počeo baviti od 16. godine, u sklopu alpinističkog odsjeka Kranj.
Već s 20 godina, sudjelovao je na svojoj prvoj himalajskoj ekspediciji, na Gasherbrum I u pakinstanskoj Himalaji. Zajedno s Nejcom Zaplotnikom popeo se na vrh, prvenstvenim smjerom. 
Dvije godine kasnije, sudjeluje na prvoj jugoslavenskoj ekspediciji na najviši vrh svijeta Mount Everest. Cilj ekspedicije bio je prvenstveni smjer po Zapadnom grebenu. Dana 13. svibnja 1979. Andrej Štremfelj i Nejc Zaplotnik uspješno su zaključili uspon i time postali prvi Slovenci (i Jugoslaveni) na najvišem vrhu svijeta. Ovim usponom se tada 22-godišnji Andrej Štremfelj upisao u povijest svjetskog i slovenskog alpinizma.
Slijedila je ekspedicije u J stijenu Lhotsea 1981., gdje je član naveze koja je dosegla najvišu točku na ekspediciji (na vrh se nisu uspjeli popeti). 
Godine 1990. godine sudjeluje na slovensko-talijanskoj ekspediciji, ponovno na Mount Everest. Zajedno sa ženom Marijom dosiže vrh, čime su se upisali u povijest kao prvi bračni par na vrhu svijeta. 
Godine 1991. godine ostvaruje svoj najveći alpinistički doseg. Sudjeluje na slovenskoj ekspediciji na Kangčendzengu u nepalskoj Himalaji. Zajedno s penjačkim partnerom Markom Prezljem ostvaruje uspon na Južni vrh (8494 m) po prvenstvenom smjeru preko južnog grebena u alpskom stilu (bez prethodnog postavljanja međulogora). Za ovaj uspon dobili su najviše međunarodno alpinističko priznanje Zlatni cepin
Svojim nizom uspješnih uspona, uz istovremeno visoko postavljene standarde, danas se smatra jednim od najvećih živućih slovenskih alpinista.

## Izdvojeni usponi
- 1977. sudjeluje na slovenskoj ekspediciji na Gasherbrum I 8080 m, te se po prvenstvenom smjeru popeo na vrh, zajedno s Nejcem Zaplotnikom. Bio je to četvrti uspon na vrh.

- 1979. sudjeluje na jugoslavenskoj ekspediciji na Mount Everest, te se s Nejcem Zaplotnikom uspinje na vrh, zaključivši prvenstveni uspon po Zapadnom grebenu.

- 1981. sudjeluje na ekspediciji na južnu stijenu Lhotsea. Zajedno s Nejcem Zaplotnikom i Pavlom Podgornikom, dostigli su najvišu točku na ekspediciji na 8250 m, prije nego što su morali odustati.

- 1990. sudjeluje na međunarodnoj ekspediciji na Mount Everest, te se uspinje na vrh, zajedno sa ženom Marijom, kao prvi bračni par u povijesti. U to vrijeme bio je jedan od rijetkih ljudi na svijetu koji su na najvišem vrhu svijeta bili dvaput i po dva različita smjera.

- 1991. sudjeluje na slovenskoj ekspediciji na Kangčendzegu. Za prvenstveni smjer u alpskom stilu na Južni vrh zaslužuje nagradu Zlatni cepin

- 1992. ostvaruje prvenstveni uspon jugoistočnom stijenom Melungtcsea (7181 m), zajedno s Markom Prezljem

- 1995. sudjeluje na hrvatskoj ekspediciji na Cho-Oyu, te zajedno sa ženom Marijom se uspinje na vrh.

- 1998. ostvaruje zimske uspone na Grandes Jorasses (4208 m) u Alpama, smjerovima Colton-Macintyre i Croz Pillar

- 1999. ostvaruje novi smjer na Gyachung Kang (7952 m) u nepalskoj Himalaji, u alpskom stilu

- 2002. ostvaruje priječenje slovenskih alpa, popevši se s raznim partnerima na 30 raznih smjerova u 40 dana

- 2006. ostvaruje prvenstveni uspon na Janak Chuli (7090 m) u nepalskoj Himalaji, zajedno s Rokom Zalokarom[2]

## Nagrade i priznanja
- 1979. Bloudkova nagrada zajedno s ostalim članovima ekspedicije na Mount Everest
- 1991. Zlatni cepin zajedno s Markom Prezljem za prvenstveni uspon južnim grebenom na J vrh Kangčendzenge u alpskom stilu
- 1992. Bloudkova nagrada zajedno s Markom Prezljem za prvenstveni uspon južnim grebenom na J vrh Kangčendzenge